# Waldemar Andrzejewski
Waldemar Andrzejewski (ur. 14 września 1934 w Warszawie, zm. 29 marca 1993 tamże) – polski grafik, ilustrator, rysownik komiksów, plakacista, projektant znaczków pocztowych.

## Życiorys
Urodził się 14 września 1934 w Warszawie. Był uczniem Państwowego Gimnazjum i Liceum im. Stefana Batorego w Warszawie. W latach 1954–1960 studiował na Wydziale Grafiki Akademii Sztuk Pięknych w Warszawie, gdzie uzyskał dyplom w pracowni plakatu profesora Henryka Tomaszewskiego. W latach 1963-1967 podróżował do Francji i Włoch. Jedną z wczesnych jego prac było opracowanie graficzne albumu "XX-lecie Ludowego Wojska Polskiego" wydanego w Warszawie w 1963.
W 1977 zadebiutował jako autor komiksowy w magazynie Alfa swoją adaptacją graficzną powieści H.G. Wellsa Wehikuł Czasu. Rok później, w 1978, na łamach Alfy ukazała się jego kolejna adaptacja powieści H.G. Wellsa – Wojny Światów. Również w 1977, w 11. numerze magazynu Relax ukazał się komiks napisany przez Stefana Weinfelda z jego rysunkami Tam, gdzie słońce zachodzi na seledynowo. Od 1978 tworzył okładki książek z serii Fantazja-Przygoda-Rozrywka. W 1990, gdy Narodowy Bank Polski przygotowywał się do przeprowadzenia pierwszej, niewprowadzonej denominacji polskiej waluty, zaprojektował serię dziewięciu nowych banknotów o nominałach od 1 złotego do 500 złotych, których motywem były polskie miasta. Banknoty zostały wydrukowane przez firmę Giesecke & Devrient GmbH w Monachium, jednak z uwagi na wciąż wysoką inflację, słabe zabezpieczenia przed fałszerstwami, niezgodności wizerunku godła z jego wzorem w konstytucji oraz brak nazwy państwa nie zostały wprowadzone do obiegu.
Ponadto był autorem wielu plakatów filmowych oraz okładek książek, m.in. okładki pierwszego polskiego wydania Malowanego ptaka Jerzego Kosińskiego. Zajmował się także oprawą wystaw plastycznych (m.in. wystawa objazdowa "Literatura polska za granicą").
Zmarł 29 marca 1993 w Warszawie.

## Wybrana twórczość

### Komiksy
- Wehikuł czasu, na podstawie powieści H.G Wellsa, magazyn Alfa nr 3, 1977[5]
- Wojna Światów, na podstawie powieści H.G Wellsa, magazyn Alfa nr 4, 1978[6]
- Tam gdzie słońce zachodzi na seledynowo, magazyn Relax nr 11, 1977[12]
- Kapitan Nemo, na podstawie powieści 80 tysięcy mil podwodnej żeglugi Jules'a Verne'a[13]
- Hasło Słomot[13]

### Plakaty filmowe
- Miałem 19 lat, 1968[14]
- Tajemniczy mnich, 1970[15]
- Pożądanie zwane Anda, 1970
- Freulein Doktor, 1971

### Pozostałe plakaty
- 45-lecie Armii Czerwonej[4]

### Okładki
- Malowany Ptak (Jerzy Kosiński) 1965[16][6]
- Nocny Lot (Antoine de Saint-Exupéry)
- Władcy Czasu (Stefan Weinfeld)
- Janczarzy kosmosu (Stefan Weifeld)
- Totem leśnych ludzi (Andrzej Trepka)
- Paroksyzm numer minus jeden (Ryszard Głowacki), 1979[17]

### Ilustracje
- Król Maciuś Pierwszy (Janusz Korczak), 1978[18]
- Małgosia contra Małgosia (Ewa Nowacka), 1976[19]
- Przygody Meliklesa Greka (Witold Makowiecki), 1983[20]

### Znaczki pocztowe
- Światowa Wystawa Filatelistyczna „Polska 73”, 1973
- Polskie sławne żaglowce (seria) oraz koperty FDC, 1973
- Dzień Znaczka 1974 • Dziecko w malarstwie polskim (seria) oraz koperty FDC, 1974
- 120 rocznica Powstania Styczniowego oraz koperta FDC, 1983
- Międzynarodowa Wystawa Filatelistyczna „Ameripex '86” oraz koperta FDC, 1986
- III wizyta papieża Jana Pawła II w Polsce (blok) oraz koperta FDC, 1987
- Światowa Wystawa Znaczka ’95 • Waszyngton oraz koperta FDC, 1989
- Polski Czerwony Krzyż 1919–1989 oraz koperta FDC, 1989

## Upamiętnienie
W 2018 wydawnictwo Egmont wydało antologię prac artysty Wehikuł czasu i inne opowieści, zawierającą wszystkie komiksy narysowane przez autora oraz zbiór jego ilustracji i rysunków.